# 2010–2011-es belga labdarúgó-bajnokság (első osztály)
A 2010–2011-es Jupiler Pro League a 108. megrendezett, legmagasabb szintű labdarúgó-bajnokság Belgiumban. A pontvadászat 16 csapat részvételével 2010. július 30-án kezdődött és 2011 májusában ér véget.
A bajnoki címet a Racing Genk nyerte el az azonos összpontszámmal végzett Standard de Liège, és a címvédő Anderlecht előtt. Ez volt a klub 3. bajnoki címe.

## Csapatváltozások

### Kiesett csapatok
- Az RE Mouscron-t kizárták a bajnokságból miután 12 millió eurós tartozást halmozott föl, 2010-11-ben a harmadosztályban indulhat el.
- Roeselare elvesztette a rájátszást.

### Feljutott csapatok
- Lierse (EXQI League 2009-2010: bajnok)
- Az Eupen lett a rájátszások győztese.

## Csapatok
| Csapat                      | Város        | Stadion                          | Férőhely |
| --------------------------- | ------------ | -------------------------------- | -------- |
| RSC Anderlecht              | Anderlecht   | Constant Vanden Stock Stadion    | 28 063   |
| Cercle Brugge KSV           | Brugge       | Jan Breydel Stadion              | 29 415   |
| R. Charleroi SC             | Charleroi    | Stade du Pays de Charleroi       | 24 891   |
| Club Brugge KV              | Brugge       | Jan Breydel Stadion              | 29 415   |
| KAS Eupen                   | Eupen        | Kehrweg Stadion                  | 5 366    |
| KRC Genk                    | Genk         | Cristal Arena                    | 24 900   |
| KAA Gent                    | Ghent        | Jules Ottenstadion               | 12 919   |
| KFC Germinal Beerschot      | Antwerpen    | Olimpiai Stadion                 | 12 771   |
| KV Kortrijk                 | Kortrijk     | Guldensporen Stadion             | 9 500    |
| Lierse SK                   | Lier         | Herman Vanderpoortenstadion      | 14 538   |
| KSC Lokeren Oost-Vlaanderen | Lokeren      | Daknamstadion                    | 10 000   |
| KV Mechelen                 | Mechelen     | Veolia Stadium Achter de Kazerne | 13,123   |
| K Sint-Truidense VV         | Sint-Truiden | Staaienveld                      | 11 250   |
| Standard Liège              | Liège        | Stade Maurice Dufrasne           | 30 000   |
| KVC Westerlo                | Westerlo     | Het Kuipje                       | 8 200    |
| SV Zulte-Waregem            | Waregem      | Regenboogstadion                 | 8 500    |

## Alapszakasz

### Végeredménye
| #   | Csapat             | M  | GY | D  | V  | G+ – G– | GK  | P  | Megjegyzések                      |
| --- | ------------------ | -- | -- | -- | -- | ------- | --- | -- | --------------------------------- |
| 1.  | AnderlechtCV       | 30 | 19 | 8  | 3  | 58–20   | +38 | 65 | Rájátszás a bajnoki címért        |
| 2.  | Racing Genk        | 30 | 19 | 7  | 4  | 64–27   | +37 | 64 | Rájátszás a bajnoki címért        |
| 3.  | KAA GentK          | 30 | 17 | 6  | 7  | 59–42   | +17 | 57 | Rájátszás a bajnoki címért        |
| 4.  | Club Brugge        | 30 | 16 | 5  | 9  | 60–35   | +25 | 53 | Rájátszás a bajnoki címért        |
| 5.  | KSC Lokeren        | 30 | 13 | 11 | 6  | 43–36   | +7  | 50 | Rájátszás a bajnoki címért        |
| 6.  | Standard de Liège  | 30 | 15 | 4  | 11 | 50–38   | +12 | 49 | Rájátszás a bajnoki címért        |
| 7.  | KV Mechelen        | 30 | 13 | 9  | 8  | 34–30   | +4  | 48 | Rájátszás az Európa-ligás helyért |
| 8.  | KVC Westerlo       | 30 | 11 | 8  | 11 | 41–40   | +1  | 41 | Rájátszás az Európa-ligás helyért |
| 9.  | Cercle Brugge      | 30 | 11 | 6  | 13 | 33–34   | −1  | 39 | Rájátszás az Európa-ligás helyért |
| 10. | KV Kortrijk        | 30 | 11 | 5  | 14 | 36–39   | −3  | 38 | Rájátszás az Európa-ligás helyért |
| 11. | Zulte Waregem      | 30 | 7  | 12 | 11 | 39–41   | −2  | 33 | Rájátszás az Európa-ligás helyért |
| 12. | Sint-Truidense VV  | 30 | 8  | 5  | 17 | 20–51   | −31 | 29 | Rájátszás az Európa-ligás helyért |
| 13. | Germinal Beerschot | 30 | 5  | 11 | 14 | 24–40   | −16 | 26 | Rájátszás az Európa-ligás helyért |
| 14. | Lierse SKÚ         | 30 | 4  | 12 | 14 | 26–58   | −32 | 24 | Rájátszás az Európa-ligás helyért |
| 15. | KAS EupenÚ         | 30 | 5  | 8  | 17 | 28–50   | −22 | 23 | Rájátszás a 15. helyért           |
| 16. | Charleroi SC       | 30 | 4  | 7  | 19 | 20–54   | −34 | 19 | Rájátszás a 15. helyért           |

Forrás: sport.be (franciául) 
A rangsorolás alapszabályai: 1. az alapszakaszban szerzett pontok összege, 2. az alapszakaszban elért győzelmek száma. További egyenlőség esetén helyosztó mérkőzés kerül kiírásra..
1A 2010–2011-es belga kupa győztese a 2011–2012-es Európa-liga rájátszásában jogosult indulni.
(B): Bajnokcsapat, (K): Kieső csapat, (F): Feljutó csapat, (I): Kupainduló, (R): A rájátszás győztese, (KGY): Kupagyőztes

### Eredményei
| Hazai \ Vendég1    | AND | CER  | CHA | CLU | EUP | GNK | GNT | GER | KOT | LIE | LOK | MEC | STR | SLI | WES | ZUL |
| Anderlecht         |     | 1–0  | 4–1 | 2–2 | 4–1 | 1–1 | 3–2 | 4–0 | 3–0 | 6–0 | 0–0 | 5–0 | 2–0 | 2–0 | 2–0 | 0–0 |
| Cercle Brugge      | 1–0 |      | 1–1 | 3–1 | 2–1 | 0–1 | 0–1 | 1–1 | 2–1 | 3–0 | 1–1 | 0–1 | 4–2 | 1–0 | 0–1 | 1–3 |
| Charleroi SC       | 0–0 | 0–32 |     | 0–5 | 2–0 | 1–3 | 1–3 | 2–0 | 0–0 | 0–1 | 1–2 | 0–0 | 1–0 | 0–2 | 0–1 | 2–0 |
| Club Brugge        | 0–2 | 0–1  | 5–0 |     | 4–0 | 2–2 | 3–2 | 1–0 | 4–1 | 2–0 | 2–1 | 1–2 | 4–1 | 2–2 | 4–3 | 2–0 |
| KAS Eupen          | 1–1 | 0–0  | 1–0 | 1–4 |     | 1–4 | 0–3 | 0–1 | 3–1 | 2–2 | 0–1 | 0–1 | 6–0 | 0–1 | 0–1 | 0–2 |
| Racing Genk        | 1–2 | 3–0  | 5–0 | 1–0 | 5–1 |     | 1–2 | 2–1 | 3–2 | 4–1 | 3–1 | 1–0 | 1–1 | 4–2 | 0–2 | 3–0 |
| KAA Gent           | 1–2 | 1–0  | 2–1 | 0–2 | 2–1 | 0–4 |     | 1–0 | 2–0 | 4–1 | 2–1 | 3–1 | 2–0 | 4–1 | 4–4 | 5–3 |
| Germinal Beerschot | 0–1 | 0–0  | 1–0 | 2–1 | 0–0 | 0–1 | 2–2 |     | 3–1 | 1–1 | 1–1 | 1–1 | 0–0 | 0–1 | 0–0 | 3–0 |
| KV Kortrijk        | 0–2 | 2–1  | 3–0 | 1–0 | 3–1 | 1–0 | 0–1 | 4–0 |     | 3–1 | 0–0 | 1–0 | 2–0 | 2–1 | 1–2 | 2–2 |
| Lierse SK          | 1–1 | 0–1  | 1–0 | 0–0 | 1–1 | 1–1 | 2–2 | 2–2 | 1–2 |     | 2–2 | 2–1 | 1–2 | 1–4 | 2–1 | 0–0 |
| KSC Lokeren        | 0–3 | 2–1  | 1–1 | 1–0 | 0–2 | 2–2 | 3–2 | 1–0 | 1–1 | 1–1 |     | 3–1 | 3–0 | 2–1 | 3–1 | 2–1 |
| KV Mechelen        | 0–0 | 2–2  | 2–0 | 0–1 | 2–0 | 2–2 | 1–1 | 5–1 | 1–0 | 1–0 | 2–0 |     | 0–0 | 1–0 | 3–1 | 0–0 |
| Sint-Truidense VV  | 0–2 | 0–3  | 3–2 | 2–1 | 1–1 | 0–2 | 1–1 | 1–0 | 1–0 | 1–0 | 0–2 | 0–1 |     | 1–0 | 1–2 | 0–3 |
| Standard de Liège  | 5–1 | 2–0  | 2–1 | 2–2 | 1–3 | 0–2 | 2–1 | 1–0 | 1–0 | 7–0 | 3–3 | 3–0 | 1–0 |     | 2–1 | 1–1 |
| KVC Westerlo       | 2–0 | 2–1  | 2–2 | 1–2 | 1–1 | 1–1 | 0–1 | 1–1 | 2–1 | 2–0 | 1–2 | 1–1 | 3–0 | 1–2 |     | 1–1 |
| Zulte Waregem      | 1–2 | 4–0  | 1–1 | 2–3 | 0–0 | 0–1 | 2–2 | 4–3 | 1–1 | 1–1 | 1–1 | 1–2 | 1–2 | 2–0 | 2–0 |     |

Forrás: sport.be (franciául) 
1A hazai csapatok a bal oldali oszlopban szerepelnek.
Színek: Zöld = hazai győzelem; Sárga = döntetlen; Piros = vendéggyőzelem.
2A mérkőzést a pálya használhatatlansága miatt nem játszották le, és 5–0-s gólkülönbséggel a Cercle Brugge javára ítélték. A döntés ellen a Charleroi vezetősége fellebbezett, a határozatot visszavonták, és 3–0-s gólkülönbségre módosították. 
 

## Helyosztók

### Rájátszás a bajnoki címért
A bajnoki címért folyó rájátszásba az alapszakaszban 1–6. helyezett csapatok kerültek. Korábbi eredményeiket törölték, az alapszakaszban szerzett pontjaikat megfelezték, és egész számra kerekítették fel, ily módon az RSC Anderlecht 33, a KRC Genk 32, a KAA Gent 29, a Club Brugge 27, a KSC Lokeren és a Standard de Liège 25-25 ponttal vágott neki a küzdelmeknek. A hat csapat oda-visszavágós, körmérkőzéses rendszerben mérkőzik meg egymással, és a rájátszás győztese lesz a belga bajnok.

#### Végeredménye
| #  | Csapat            | M  | GY | D | V | G+ – G– | GK  | P  | Megjegyzések                                   |
| -- | ----------------- | -- | -- | - | - | ------- | --- | -- | ---------------------------------------------- |
| 1. | Racing Genk (B)   | 10 | 6  | 1 | 3 | 16–12   | +4  | 51 | 2011–2012-es Bajnokok Ligája – 3. selejtezőkör |
| 2. | Standard de Liège | 10 | 8  | 2 | 0 | 18–6    | +12 | 51 | 2011–2012-es Bajnokok Ligája – 3. selejtezőkör |
| 3. | AnderlechtCV      | 10 | 3  | 2 | 5 | 14–16   | −2  | 44 | 2011–2012-es Európa-liga – 3. selejtezőkör     |
| 4. | Club Brugge       | 10 | 4  | 4 | 2 | 13–6    | +7  | 43 | Rájátszás az Európa-ligás helyért – Döntő      |
| 5. | KAA GentK         | 10 | 0  | 4 | 6 | 9–22    | −13 | 33 |                                                |
| 6. | KSC Lokeren       | 10 | 1  | 3 | 6 | 9–17    | −8  | 31 |                                                |

Forrás: Soccerway (angolul) 
A rangsorolás alapszabályai: 1. a bajnokságban szerzett pontok összege, 2. az alapszakaszban szerzett pontok összege, 3. a rájátszásban elért győzelmek száma, 4. a rájátszásban lejátszott mérkőzések gólkülönbsége, 5. a rájátszásban lejátszott mérkőzéseken szerzett gólok száma, 6. a rájátszásban lejátszott mérkőzéseken vendégként szerzett gólok száma, 7. a rájátszásban vendégként elért győzelmek száma.
1A 2010–2011-es belga kupa győztese a 2011–2012-es Európa-liga rájátszásában jogosult indulni.
(B): Bajnokcsapat, (K): Kieső csapat, (F): Feljutó csapat, (I): Kupainduló, (R): A rájátszás győztese, (KGY): Kupagyőztes

#### Eredményei
| Hazai \ Vendég1   | AND | CLU | GNK | GNT | LOK | SLI |
| Anderlecht        |     | 0–0 | 2–0 | 4–1 | 3–4 | 1–3 |
| Club Brugge       | 3–0 |     | 3–0 | 3–0 | 0–0 | 1–1 |
| Racing Genk       | 1–0 | 3–1 |     | 3–0 | 2–1 | 1–1 |
| KAA Gent          | 1–1 | 1–1 | 2–3 |     | 2–2 | 1–3 |
| KSC Lokeren       | 1–2 | 0–1 | 0–2 | 1–1 |     | 0–1 |
| Standard de Liège | 2–1 | 1–0 | 2–1 | 1–0 | 3–0 |     |

Forrás: Soccerway (angolul) 
1A hazai csapatok a bal oldali oszlopban szerepelnek.
Színek: Zöld = hazai győzelem; Sárga = döntetlen; Piros = vendéggyőzelem.
 

### Rájátszás az Európa-ligás helyért
Az alapszakasz 7–14. helyezett csapatai szereztek jogot arra, hogy utolsó esélyként hosszú rájátszáson keresztül a nemzetközi porondra lépjenek. Korábbi eredményeiket törölték, majd a nyolc csapatot alapszakaszbeli helyezésük alapján két, egyaránt négycsapatos csoportra bontották, ahol újabb oda-visszavágós, körmérkőzéses rendszerben mérkőztek meg egymással. A csoportok győztesei oda-visszavágós rájátszást játszottak egymással, majd a párharc győztese mérkőzik meg a bajnoki címért folyó helyosztó 4. helyezettjével a belga csapatok számára fenntartott utolsó Európa-ligás helyért.

#### A csoport
| #  | Csapat            | M | GY | D | V | LG | KG | GK | P |
| -- | ----------------- | - | -- | - | - | -- | -- | -- | - |
| 1. | Cercle Brugge     | 6 | 2  | 3 | 1 | 5  | 5  | 0  | 9 |
| 2. | Lierse SK         | 6 | 2  | 2 | 2 | 10 | 8  | +2 | 8 |
| 3. | KV Mechelen       | 6 | 2  | 2 | 2 | 9  | 10 | –1 | 8 |
| 4. | Sint-Truidense VV | 6 | 1  | 3 | 2 | 6  | 7  | –1 | 6 |

|                   | CER | LIE | MEC | STR |
| ----------------- | --- | --- | --- | --- |
| Cercle Brugge     |     | 0–0 | 3–1 | 1–0 |
| Lierse SK         | 3–0 |     | 1–2 | 1–1 |
| KV Mechelen       | 0–0 | 4–3 |     | 1–1 |
| Sint-Truidense VV | 1–1 | 1–2 | 2–1 |     |

#### B csoport
| #  | Csapat             | M | GY | D | V | LG | KG | GK  | P  |
| -- | ------------------ | - | -- | - | - | -- | -- | --- | -- |
| 1. | KVC Westerlo       | 6 | 3  | 3 | 0 | 16 | 6  | +10 | 12 |
| 2. | Zulte Waregem      | 6 | 3  | 0 | 3 | 6  | 10 | –4  | 9  |
| 3. | Germinal Beerschot | 6 | 1  | 3 | 2 | 6  | 6  | 0   | 6  |
| 4. | KV Kortrijk        | 6 | 0  | 3 | 3 | 2  | 8  | –6  | 3  |

|                    | GER | KOT | WES | ZUL |
| ------------------ | --- | --- | --- | --- |
| Germinal Beerschot |     | 0–0 | 3–3 | 2–0 |
| KV Kortrijk        | 1–1 |     | 1–1 | 0–1 |
| KVC Westerlo       | 1–0 | 3–0 |     | 7–1 |
| Zulte Waregem      | 1–0 | 2–0 | 1–1 |     |

#### Elődöntő
A két csoport győztese jutott az Európa-liga helyért folyó rájátszás elődöntőjébe, ahol oda-visszavágós rendszerben mérkőztek meg egymással. A két találkozó rendes játékidejét követően az összesítésben jobbnak bizonyuló csapat jutott tovább a döntőbe.

##### 1. mérkőzés
| 2011. május 13. 20.30 (CEST) |

| KVC Westerlo                     | 3–0               | Cercle Brugge |
| -------------------------------- | ----------------- | ------------- |
| Paulo Henrique 4' 55' Ngolok 64' | (1–0) Jegyzőkönyv | Folley        |

| Het Kuipje, Westerlo Nézőszám: 3 000 Játékvezető: Wouters Asszisztensek: Crotteux, Meers |

##### 2. mérkőzés
| 2011. május 16. 20.30 (CEST) |

| Cercle Brugge           | 2–2               | KVC Westerlo         |
| ----------------------- | ----------------- | -------------------- |
| D’Haene 58' Jascsuk 67' | (0–1) Jegyzőkönyv | 33' Chávez 88' Annab |

| Jan Breydel Stadion, Brugge Nézőszám: 5 875 Játékvezető: Boucaut Asszisztensek: de Neve, Vermeulen |

A KVC Westerlo 5–2-es összesítéssel jutott a rájátszás döntőjébe.

#### Döntő
Kiírás szerint a belga csapatok számára fenntartott utolsó Európa-ligás helyért folyó küzdelem döntőjébe a bajnoki rájátszás 4. helyezett csapata, illetve az Európa-liga-rájátszás elődöntőjének győztese jutott volna, és oda-visszavágós párharcon keresztül döntötték volna el, melyik csapat képviseli az országot a 2011–2012-es Európa-liga 2. selejtezőkörében.
Mivel azonban az Európa-liga-rájátszás elődöntőjének győztese, a KVC Westerlo a 2010–2011-es belga kupa döntőjében a bajnoki ezüstérmes és egyben Bajnokok Ligája-induló Standard de Liège ellenében szenvedett vereséget, biztosította helyét a második számú európai kupában, ezért a rájátszás döntőjét nem rendezték meg.
A bajnoki rájátszás 4. helyezettje, a Club Brugge 2011–2012-es Európa-liga 3. selejtezőkörében, míg a KVC Westerlo a 2. selejtezőkörben csatlakozik az európaikupa-mezőnyhöz.

### Rájátszás a 15. helyért
Az alapszakasz 15. és 16. helyezettje kiírás szerint ötször mérkőzött volna meg egymással az osztályozót jelentő 15. helyért úgy, hogy az alapszakasz 15. helyezettje 3 bónuszponttal indult neki a küzdelmeknek, illetve három mérkőzést pályaválasztóként játszhatott. Az ötödik mérkőzést végül nem rendezték meg, mert a KAS Eupen a 4. találkozót követően behozhatatlan előnyre tett szert.
A párharc vesztese, azaz a bajnokság 16. helyezettje egyenes ágon kiesett a másodosztályba, míg a párharc győztese, azaz a bajnokság 15. helyezettje az osztályozó rájátszásba került.
| #   | Csapat           | M | GY | D | V | G+ – G– | GK | P  | Megjegyzések         |
| --- | ---------------- | - | -- | - | - | ------- | -- | -- | -------------------- |
| 15. | KAS EupenÚ (K)   | 4 | 2  | 1 | 1 | 9–8     | +1 | 10 | Osztályozó rájátszás |
| 16. | Charleroi SC (K) | 4 | 1  | 1 | 2 | 8–9     | −1 | 4  | EXQI League          |

Forrás: Soccerway (angolul) 
A rangsorolás alapszabályai: 1. az alapszakaszban szerzett pontok összege, 2. az alapszakaszban elért győzelmek száma. További egyenlőség esetén helyosztó mérkőzés kerül kiírásra..
(B): Bajnokcsapat, (K): Kieső csapat, (F): Feljutó csapat, (I): Kupainduló, (R): A rájátszás győztese, (KGY): Kupagyőztes

| Hazai \ Vendég1 | CHA | EUP | CHA | EUP | CHA   |
| Charleroi SC    |     | 2–0 |     | 2–2 |       |
| KAS Eupen       | 3–2 |     | 4–2 |     | n.j.2 |

Forrás: Soccerway (angolul) 
1A hazai csapatok a bal oldali oszlopban szerepelnek.
Színek: Zöld = hazai győzelem; Sárga = döntetlen; Piros = vendéggyőzelem.
2Nem játszották le, mivel a Charleroi SC már hatpontos hátrányban volt, így biztosan kiesett. 
 

## Osztályozó rájátszás
Négy csapat képezi az osztályozó rájátszás mezőnyét, mely során a csapatok oda-visszavágós, körmérkőzéses rendszerben mérkőznek meg egymással, azaz minden csapat minden csapattal kétszer játszik. A rájátszás győztese szerez élvonalbeli tagságot.

### Résztvevők
- KAS Eupen, az élvonalbeli pontvadászat 15. helyezettje, illetve a 15. helyért rendezett rájátszás győztese
- Lommel United, a 2010–11-es belga másodosztályú pontvadászat első harmadának győztese
- Waasland-Beveren, a 2010–11-es belga másodosztályú pontvadászat második harmadának győztese
- RAEC Mons, a 2010–11-es belga másodosztályú pontvadászat negyedik helyezettjeként, mivel a harmadik harmad győztese, a Oud-Heverlee Leuven a másodvonal bajnokaként egyenes ágon feljutott az élvonalba.

### Végeredménye
| #  | Csapat           | M | GY | D | V | G+ – G– | GK  | P  | Megjegyzések |
| -- | ---------------- | - | -- | - | - | ------- | --- | -- | ------------ |
| 1. | RAEC Mons        | 6 | 4  | 1 | 1 | 18–7    | +11 | 13 | Rájátszás    |
| 2. | Waasland-Beveren | 6 | 4  | 1 | 1 | 13–9    | +4  | 13 | Rájátszás    |
| 3. | Lommel United    | 6 | 3  | 0 | 3 | 12–14   | −2  | 9  | EXQI League  |
| 4. | KAS Eupen (K)    | 6 | 0  | 0 | 6 | 5–18    | −13 | 0  | EXQI League  |

Forrás: Soccerway (angolul) 
A rangsorolás alapszabályai: 1. összpontszám, 2. gólkülönbség, 3. szerzett gólok száma. Amennyiben az első helyen pontegyenlőség alakul ki, úgy helyosztó rájátszás rendeznek..
(B): Bajnokcsapat, (K): Kieső csapat, (F): Feljutó csapat, (I): Kupainduló, (R): A rájátszás győztese, (KGY): Kupagyőztes

### Eredményei
| Hazai \ Vendég1  | EUP | MON | LOM | WAB |
| KAS Eupen        |     | 0–2 | 1–4 | 0–1 |
| RAEC Mons        | 3–1 |     | 4–0 | 2–2 |
| Lommel United    | 4–1 | 1–5 |     | 2–1 |
| Waasland-Beveren | 4–2 | 3–2 | 2–1 |     |

Forrás: Soccerway (angolul) 
1A hazai csapatok a bal oldali oszlopban szerepelnek.
Színek: Zöld = hazai győzelem; Sárga = döntetlen; Piros = vendéggyőzelem.
 

### Rájátszás az első osztályért
Mivel az RAEC Mons és a Waasland-Beveren azonos pontszámmal végzett az osztályozó rájátszás élén, semleges pályán egy mérkőzés dönt arról, hogy melyik csapat jut fel az élvonalba.
| 2011. május 29. |

| RAEC Mons | – | Waasland-Beveren |
| --------- | - | ---------------- |
|           |   |                  |

|  |

## Külső hivatkozások
- Hivatalos oldal Archiválva 2010. szeptember 27-i dátummal a Wayback Machine-ben (franciául), (hollandul)
- Eredmények a Soccerwayen (angolul)